# Miriam Ottenberg
Miriam Ottenberg (Washington, DC, 7 de outubro de 1914 - 10 de novembro de 1982) foi a primeira jornalista feminina no The Washington Star a ganhar o Prémio Pulitzer de Reportagem Investigativa em 1960, graças à publicação de uma série de artigos que expuseram as iregularidades dos concessionários de carros usados em Washington DC. O prémio refere a sua distinção "por um conjunto de sete artigos expondo um esquema de extorsão de carros usados em Washington, D.C., que afectou muitos compradores descuidados. O conjunto conduziu a novas regras de proteção do público e serviu para alertar outras comunidades para este tipo de práticas arriscadas." As suas histórias levaram à promulgação e reformulação de várias leis.
Com várias honras e prémios atribuídos ao fazer durante a sua carreira, foi também a primeira jornalista a revelar que a Máfia era uma rede de crime organizado.

## Biografia
Nasceu em Washington, D.C. em 7 de outubro de 1914; Era filha de Louis Ottenberg, advogado. A sua mãe, Nettie Podell Ottenberg (1887-1982), emigrante russo, foi uma ativista conhecida como "Mrs. Day Care" pelos seus esforços para melhorar a guarda de crianças e os serviços. Miriam tinha dois irmãos, Regina Ottenberg Greenhill e Louis Ottenberg, Jr.
Ottenberg graduou-se na Central High School em Washington, D.C. em 1931, e frequentou o Goucher College, a Universidade de Columbia e a Universidade de Wisconsin-Madison, onde se formou como jornalista em 1935, enquanto escrevia para o jornal estudantil The Daily Cardinal.
Mais tarde, trabalhou como editora da Agência de Publicidade Neisser-Meyerhoff (1935-36) em Chicago e como jornalista na secção feminina do Akron (Ohio) Times.
Em 1937 começou como jornalista no Washington Star cobrindo campanhas de caridade e eventos sociais, tornando-se a primeira mulher a ser Washington Star Press Reporter, pois anteriormente outras mulheres tinham apeans escrito principalmente para a secção feminina.
No início da Segunda Guerra Mundial estava a cobrir todas as grandes histórias de assassinatos na cidade, bem como a defesa civil e a mobilização vivida durante a guerra.
Em 1947, Ottenberg começou a especializar-se em relatórios de investigação criminal, tornando-se um dos pioneiros no campo. O seu primeiro reconhecimento profissional ocorreu em 1953, quando foi nomeada covencedora do Washington Newspaper Guild pelos seus artigos publicados.
Em 1960, Miriam Ottenberg ganhou o Prémio Pulitzer pela sua série sobre fraude e irregularidades cometidas por agências de carros usados em Washington, D.C., conhecida como Buyer Beware. A partir daí, tornou-se conhecida como a rapariga dos cuidados pelas suas investigações em curso sobre fraude no consumidor.
Para recolher informações para as suas numerosas histórias, Ottenberg usava frequentemente trajes. A primeira ocorre para expor irregularidades no sistema de adoção, fazendo-se passar por um casal que procura adotar uma criança.
De 1966 a 1968, Ottenberg foi editor da primeira secção do jornal que investiga as queixas dos consumidores, conhecida como "Linha de Ação".
Em 1962, Miriam publicou The Federal Prosecutors (Prentice-Hall), um livro sobre o FBI onde trabalhou na companhia do Procurador-Geral Robert F. Kennedy, com quem tinha desenvolvido uma relação de trabalho e respeito mútuo.
Ottenberg foi também o primeiro jornalista a revelar que a "Máfia" era uma rede de crime organizado. Sua história de 1963 sobre o mafioso Joe Valachi abriu uma nova visão do crime organizado na América.
Miriam retirou-se permanentemente em 1974 devido a problemas de visão e esclerose múltipla. A doença foi diagnosticada em 1967 e revelada em 1971.
Durante a sua reforma, iniciou uma extensa investigação sobre a doença, bem como a escrita de artigos sobre o assunto e a recolha de informação sobre doenças. A partir daí, a jornalista escreve o seu segundo livro, A Perseguição da Esperança (Rawson, Bar Wade) em 1978.
Em 10 de junho de 1981, Ottenberg alistou-se no Washington Hall of Fame da Sociedade de Jornalistas Profissionais, Sigma Delta Chi.